# Polystigma adenostomatis
Polystigma adenostomatis är en svampart som beskrevs av Farl. 1905. Polystigma adenostomatis ingår i släktet Polystigma och familjen Phyllachoraceae.   Inga underarter finns listade i Catalogue of Life.